# ریزرد پژبیس
ریزرد پژبیس (انگلیسی: Ryszard Przybysz; ۸ ژانویهٔ ۱۹۵۰ – ۲۳ فوریهٔ ۲۰۰۲) بازیکن هندبال اهل لهستان بود.